# Brug 46

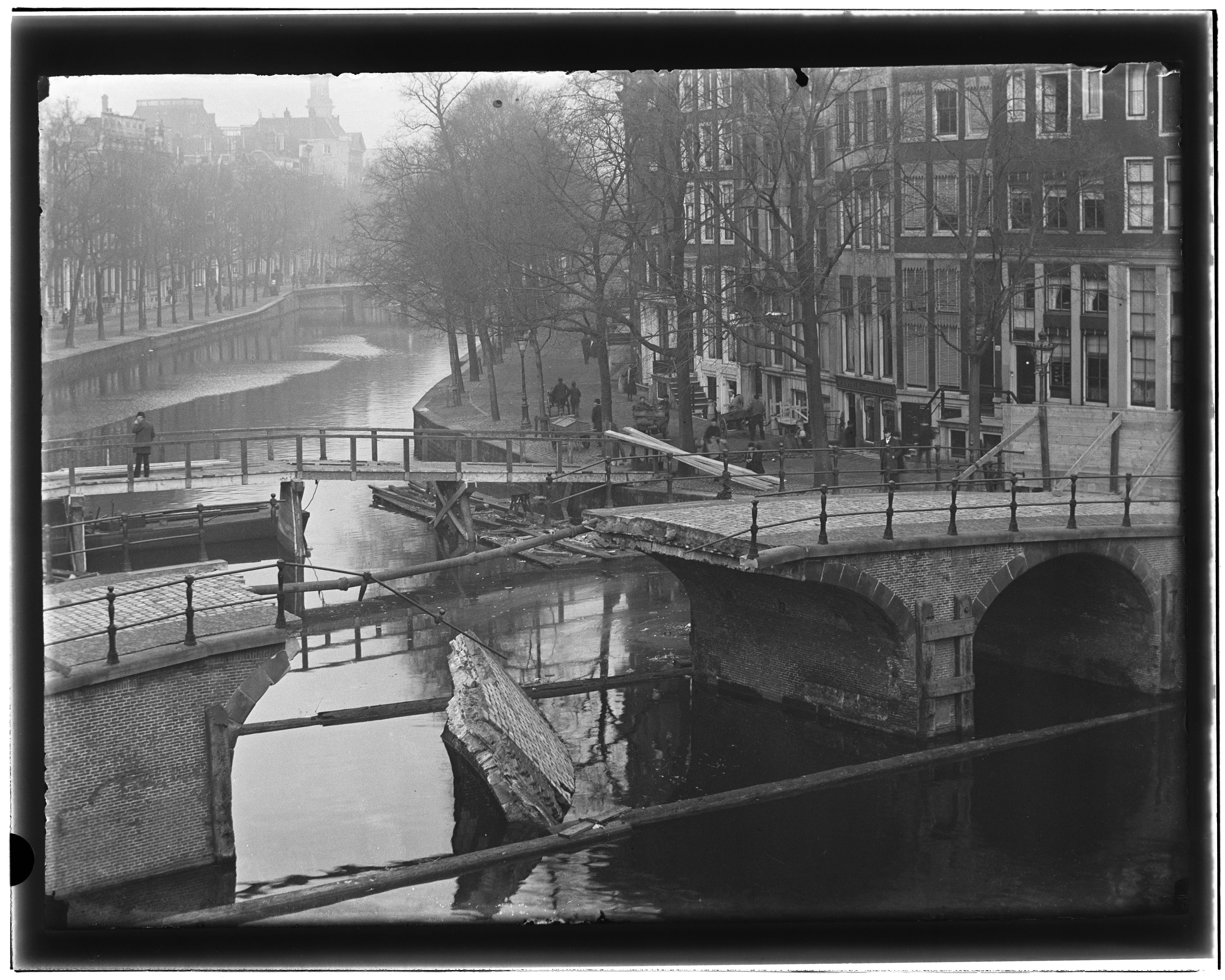
De ingestorte brug in 1894 vastgelegd door Jacob Olie

Brug 46 (voorheen Quellijn brug) is een vaste brug in Amsterdam-Centrum
De brug is gelegen in de noordelijke kade van de Leidsegracht en overspant de Keizersgracht. Rondom de brug staan aan alle acht kades gebouwen die benoemd zijn tot rijksmonument. De brug kon zelf niet tot monument verklaard worden, ze is daarvoor te jong.
Er ligt hier al eeuwen een brug. Stadsarchitect Daniël Stalpaert tekende de brug al in op zijn kaart van 1662, maar de omgeving is nog als onbebouwd aangegeven.Frederick de Wits kaart van 1688 laat de brug zien. De moderne geschiedenis van de brug start in 1894. Er ligt dan over de Keizersgracht een boogbrug met drie doorvaarten. In de nacht van 11 op 12 november 1894 stortte de middelste boog in en zakte langzaam weg in de Keizersgracht. In de maanden daarvoor was te zien dat twee dekstenen langzaam langs elkaar schoven en een onderling verschil lieten zien van ongeveer een decimeter. In de voorafgaande dagen had de Publieke Werken op de brug aangegeven, dat er ter plaatse niet meer op de leuning gesteund mocht worden, daarna werd het verboden met paard en wagen over de brug te rijden en ten slotte werd de brug afgesloten voor verkeer. Gevaar voor de scheepvaart voorzag men vooralsnog niet, maar schippers dorsten nauwelijks meer onder de boog door te varen. Fotograaf Jacob Olie legde de situatie op 25 november 1894 vast, op die foto is ook een houten noodbrug te zien. Het vertrouwen in dit soort historische boogbruggen nam daardoor af. Wanneer voortaan een brug aangepast of vernieuwd moest worden, werd de brug vervangen door een plaatbrug. Dat gebeurde ook met deze brug, er kwam een plaatbrug. Niet alleen deze brug kreeg een dergelijk nieuwe constructie, ook de bruggen 44 en 45 werden vervangen door plaatbruggen. Dat plaatbruggen eigenlijk niet pasten binnen het historisch stadshart was toen niet van belang. De brug hield het tachtig jaar uit. In de jaren zeventig van de 20e eeuw was de mening geheel gekanteld. De brug moest vernieuwd worden en men wilde op deze historische plek weer “historisch verantwoorde” bruggen. Alle drie de bruggen werden weer vervangen door boogbruggen, het werd soms gezien als architectonische leugen. De brug met een oud uiterlijk heeft een betonnen overspanning en een betonnen fundament. De brug kon vanaf dan weer jaren mee.
De brug had als officieuze aanduiding de Quellijnbrug, een vernoeming naar de beeldhouwer Artus Quellinus. Hij had zijn werkplaats aan het Molenpad (om de hoek bij de brug). Hij was daarin buurman van Pieter en François Hemony, de klokkengieters. De brug ligt dus niet nabij de Quellijnstraat, die in Amsterdam-Zuid, De Pijp, gesitueerd is en pas eind 19e eeuw haar naam kreeg. Die afwijkende plaats tot straat is een van de redenen dat de Quellijnbrug in 2016 ter sprake kwam bij het college van burgemeester en wethouders van Amsterdam. Bij een controle over de brugnamen bleek dat de naam niet voldeed aan de richtlijnen, die gelden om opgenomen te kunnen worden in de Basisregistratie Adressen-Gebouwen. De brug kwam voor op lijst 2 van twee lijsten met aan te passen officieuze brugnamen,
- lijst 1 bevat officieuze brugnamen die officieel gemaakt zouden kunnen worden
- lijst 2 bevat officieuze brugnamen, waarover na een inspraakronde beslist wordt of de naam officieel erkend wordt, dan wel officieel wordt afgekeurd.

De vernoeming hield geen stand en sindsdien gaat de brug anoniem door het leven (dat wil zeggen alleen met een nummer).
1 · 2 · 3 · 4 · 5 · 6 · 7 · 8 · 9 · 10 · 11 · 12 · 13 · 14 · 15 · 16 · 17 · 18 · 19 · 20 · 21 · 22 · 23 · 24 · 25 · 26 · 27 · 28 · 29 · 30 · 31 · 32 · 34 · 35 · 36 · 37 · 38 · 39 · 40 · 41 · 42 · 43 · 44 · 45 · 46 · 47 · 48 · 49 · 50 · 51 · 52 · 53 · 54 · 55 · 56 · 57 · 58 · 59 · 60 · 61 · 62 · 63 · 64 · 65 · 66 · 67 · 68 · 69 · 70 · 71 · 72 · 73 · 74 · 75 · 76 · 77 · 78 · 79 · 80 · 81 · 82 · 84 · 85 · 86 · 87 · 88 · 89 · 90 · 91 · 92 · 93 · 94 · 95 · 96 · 97 · 98 · 99 · >>>
Brugnummers 33 en 83 zijn niet (meer) vergeven